# 이탈리아의 레조네 그룹

이탈리아의 NUTS 1

이탈리아의 주는 북서부, 북동부, 중부, 남부, 도서 지역으로 총 다섯 그룹으로 나눠진다.

## 배경
지리학 적으로 이탈리아 영토는 대륙 지역(북부), 반도 지역(중남부), 도서 지역(시칠리아와 사르데냐)으로서 세 지역으로 구분된다.
흔치 않게 이탈리아는 크게 네 개로 나눠지기도 하는데, 도서 지역을 포함한 이탈리아 남부, 중부, 북서부, 북동부 지역이다. 위 네 지역 구분은 이탈리아 통일 전의 상황에 기인한다. 이탈리아 남부에 있던 양시칠리아 왕국, 북서부를 통치하던 사르데냐 왕국, 오스트리아 제국의 속국으로 북동부를 다스리던 롬바르디아-베네치아 왕국, 이탈리아 중부에 자리잡았던 교황령이 기원이다.
통계학적 목적으로서 이탈리아 남부와 도서 지역은 별개의 지역으로 참작됐고, 이에 따라 이탈리아는 보통 북서부, 북동부, 중부, 남부, 도서 지역으로 총 다섯 개의 그룹으로 구성된다.

## 그룹
통계지역단위명명법(NUTS 1)은 행정상 또는 지리적 구분이 아니라, 통계 및 거시경제학 적 구분이다. 모든 16개의 주가 개별적인 NUTS 1으로 구분된 독일이나, 웨일스, 스코틀랜드, 북아일랜드, 잉글랜드로 구분한 영국은 특이한 사례이다.
| 번호 | 명칭      | 해당 레조네                                                             |
| ---- | --------- | ----------------------------------------------------------------------- |
| 1    | 북서부    | 리구리아, 롬바르디아, 발레 다오스타, 피에몬테                           |
| 2    | 북동부    | 베네토, 에밀리아-로마냐, 트렌티노-알토 아디제, 프리울리 베네치아-줄리아 |
| 3    | 중부      | 라치오, 마르케, 움브리아, 토스카나                                      |
| 4    | 남부      | 몰리세, 바실리카타, 아브루초, 칼라브리아, 캄파니아, 풀리아              |
| 5    | 도서 지역 | 사르데냐, 시칠리아                                                      |

## 같이 보기
- 유럽 연합 통계국
- 이탈리아의 주